# Райндерс, Уве
У́ве Ра́йндерс (нем. Uwe Reinders; 19 января 1955, Эссен) — немецкий футболист, выступавший на позиции нападающего, и тренер.

## Карьера

### Клубная
Райндерс начинал карьеру в юношеских и молодёжных командах клубов «Фриллендорф» и «Полицай Эссен». В 1974 году он перешёл в эссенский «Шварц-Вайсс», где забил восемь мячей за 40 матчей во второй лиге.
В 1977 году Райндерс перешёл в «Вердер», где выступал до 1985 года. В 206 матчах за бременский клуб Уве забил 83 мяча, из которых 16 — с пенальти. В 1982 года «Вердер» обыграл «Баварию» (1:0), а победный гол был забит после вбрасывания Райндерсом мяча из аута. Хотя Райндерс и часто называется автором этого гола, на самом деле мяч записан как автогол вратаря «Баварии» Жан-Мари Пфаффа, поскольку прямой гол со вбрасывания не засчитывается.
В 1985 году Уве отправился во Францию, где стал обладателем Кубка Франции в составе «Бордо». На следующий сезон вместе с «Ренном» он занял последнее место в чемпионате. В 1987 году Райндерс вернулся в Германию, где завершал карьеру в качестве играющего тренера в брауншвейгском «Айнтрахте».

### Международная
12 мая 1982 года Райндерс дебютировал за сборную ФРГ в матче против сборной Норвегии (4:2), заменив на 62-й минуте Пауля Брайтнера. Единственный мяч за сборную Уве забил в матче чемпионата мира 1982 года против сборной Чили. Всего Райндерс провёл четыре матча за сборную ФРГ и стал вице-чемпионом мира.

### Тренерская
Райндерс начинал карьеру в брауншвейгском «Айнтрахте». В 1990 году он возглавил «Ганзу», с которой в сезоне 1990/91 стал последним чемпионом ГДР и обладателем Кубка ГДР и вывел команду в Бундеслигу. Райндерс был уволен после 27-го тура сезона 1991/92 в связи с плохими результатами.
Позже Райндерс тренировал «Дуйсбург», «Герту», «Заксен», брауншвейгский «Айнтрахт», «Пфорцхайм» и «Бримкум». Последним клубом в 2011 году стал «Обернойланд», с которым Райндерс добился победы в Кубке Бремена и вывел команду в Кубок Германии 2011/12.

## Достижения
«Вердер»
- Вице-чемпион Германии: 1982/83, 1984/85

 «Бордо»
- Обладатель Кубка Франции: 1985/86

 Сборная Германии
- Серебряный призёр чемпионата мира: 1982